# 白石麻衣
白石 麻衣（しらいし まい、1992年〈平成4年〉8月20日 - ）は、日本の女優、ファッションモデル、YouTuberであり、女性アイドルグループ乃木坂46の元メンバー、『LARME』の元レギュラーモデル、『Ray』の元専属モデルである。群馬県出身。乃木坂46合同会社所属。

## 来歴
1992年（平成4年）8月20日生まれ。幼稚園児の頃の将来の夢はケーキ屋だったが、小学6年生の時にファッションに対する興味からスタイリスト、モデルを夢見るようになる。中学1年生の時、モデルを通じて音楽が好きになり、吹奏楽部へ入部。その後、ソフトボール部に転部。
群馬県の中学校に在学中、学校でいじめを受けて不登校になり、卒業後は母親と共に埼玉県へ引っ越し、同県の女子高等学校へ進学。高校2年生の時まで保育士を目指して保育関係の選択授業や検定試験を受けていたが、高校3年生の時に進路相談で音楽の専門学校を知り、夏休みに体験授業を受けたことがきっかけで音楽の専門学校へ進学。両親からは短期大学を勧められたが音楽の道で頑張ることを約束し説得した。専門学生時代は歌のレッスンやリスニング、音楽理論、ゴスペルを学び、SPEEDやPerfumeのような小規模のダンスボーカルユニットを目標に勉強していたが、担任講師から勧められ乃木坂46の1期生オーディションを受ける。
2011年（平成23年）8月21日、乃木坂46の1期生オーディションに合格。オーディションでは西野カナの「このままで」を歌唱。暫定選抜メンバーに選ばれ、立ち位置は中列だった。ダンス経験がなかったため、乃木坂46の連日朝晩続くダンス練習に苦闘し、歌手とは異なるものになってしまいそうで、想像していたのとは違うところへ来てしまったのではないかと考えたが、乃木坂46のメンバーと話し合い、両親との約束を思い出した結果、この活動に前向きに取り組むことを決めた。
2012年（平成24年）2月22日、1stシングル「ぐるぐるカーテン」でCDデビュー。5月2日、2ndシングル「おいでシャンプー」のカップリング曲「偶然を言い訳にして」で初のユニットを務めた。11月8日、『GirlsAward 2012 AUTUMN/WINTER』で西野七瀬と共にモデルデビュー。
2013年（平成25年）1月1日、『CDTVスペシャル! 年越しプレミアライブ2012→2013』（TBSテレビ）に出演し「制服のマネキン」で初のセンターポジションに立った。1月5日、バラエティ番組『うまズキッ!』（フジテレビ）にて、MCとして初の単独レギュラー出演を開始。1月13日、乃木神社で成人式を迎える。3月23日、ファッション誌『Ray』の専属モデルに起用され、グループ初のファッション誌専属モデルとなった。6月15日、2009年の秋華賞を制したレッドディザイアの全弟に「キミノナハセンター」と命名。7月3日、6thシングル「ガールズルール」で1stシングル「ぐるぐるカーテン」から5thシングル「君の名は希望」までセンターを務めた生駒里奈に代わってセンターを務める。それまでは生駒里奈についていくことのみを意識していたが「ガールズルール」でセンターを務めたことによって出演番組で応対を任せられるようになり、グループ全体を意識するようになる。11月22日、『Samantha Tiara 2013 クリスマス ジュエリー』のCMに出演し、サマンサタバサのイメージモデルとして「サマンサミューズ」に就任。11月23日、『Ray』で初の単独表紙を務めた。
2014年（平成26年）6月、『16人のプリンシパル trois』で主要十役を制覇。12月10日、1st写真集『清純な大人』（幻冬舎）を発売。写真集は週間推定売上3万1807部を記録し、2014年12月22日付のオリコン週間ランキングのBOOK総合部門で7位を獲得、初版発行部数は10万部を突破した。
2015年（平成27年）1月23日、1stフォトブック『MAI STYLE』（主婦の友社）を発売。写真集は週間推定売上1万9004部を記録し、2015年2月2日付のオリコン週間ランキングのBOOK総合部門で4位を獲得した。
2016年（平成28年）8月23日、『Ray』の2016年10月号から3号連続でカバーガールを務める。12月7日、2ndソロ写真集の公式Twitterを開設した。
2017年（平成29年）2月7日、2nd写真集『パスポート』（講談社）を発売。写真集は2017年2月20日付のオリコン週間ランキングで週間推定売上10万3520部、同ランキングのBOOK総合部門と写真集部門で1位を獲得、女性ソロ写真集として初の週間推定売上10万部を上回り、歴代最高記録を達成、2017年上半期オリコン“本”ランキング写真集部門で1位となった。ヒット要因としては、女性にも楽しんでもらえる写真集をという白石麻衣の意向を引き継ぎつつ、グループ内でランジェリーショットを初解禁した作品で、男性が好むセクシーカットと、女性が好む美しいオシャレなカットや本のサイズを両立させた点、予約開始から発売までの2か月間に40点近い写真を先行公開して期待感をあおりながら話題が途切れないようマーケティングを行った点にある。
2018年（平成30年）3月12日、20thシングル「シンクロニシティ」で「ガールズルール」以来約4年9か月ぶりの単独センターを務めることが発表された。3月23日発売の『Ray』5月号をもって同雑誌専属モデルを卒業。3月30日、東京ドームで開催されたプロ野球開幕戦（読売ジャイアンツ対阪神タイガース）で試合前に桜井玲香・西野七瀬・生田絵梨花・久保史緒里・山下美月と共に国歌斉唱。5月12日放送の『世にも奇妙な物語 '18春の特別編』「フォロワー」（フジテレビ）で、ドラマ単独初主演。5月17日発売の『LARME』034号をもって2012年の創刊号より約6年間務めてきた同誌レギュラーモデルを卒業。6月21日、「キリン 氷結」のプロモーションのため、Instagramのアカウントを期間限定で開設。7月4日、「2018年 上半期 TV－CM 会社数ランキング」（エム・データ）の女性タレント部門1位（起用15社）を獲得。11月、『日経トレンディ』の「2018年 今年の顔」に選出。12月4日、「2018年TV-CM会社数ランキング（女性）」（エム・データ）の女性タレント部門1位（起用20社）を獲得した。
2019年（令和元年）5月、2nd写真集『パスポート』が累計発行部数36万部を記録し、11月6日に生田絵梨花と共に第1回野間出版文化賞特別賞を受賞。
2020年（令和2年）1月7日、同年3月25日発売の25thシングル「しあわせの保護色」をもって乃木坂46を卒業することを発表。同年5月5日 - 7日に東京ドームで開催される卒業コンサートをもって卒業する予定であったが、新型コロナウイルス感染症の拡大を受けて中止、卒業も延期となった。6月、『日経エンタテインメント!』のタレントパワーランキング2020「女子アイドルランキング」で1位を獲得。8月18日にYouTubeチャンネルを開設。誕生日の8月20日に1回目の配信を行い、延期していた卒業コンサートを10月28日に配信ライブで開催することを発表した。10月26日、TBS『CDTV ライブ!ライブ! 2時間スペシャル』に出演し、自身のセンター曲「ガールズルール」「今、話したい誰かがいる」「インフルエンサー」「シンクロニシティ」「しあわせの保護色」のメドレーを披露し、乃木坂46として最後のテレビ音楽番組の歌唱をした。11月1日、オフィシャルサイト・Instagram・Twitterを開設。11月18日、ananAWARD2020ミューズ部門を受賞。11月26日、乃木坂46公式サイト内の公式ブログが閉鎖された。
2021年（令和3年）1月26日から卒業生の西野七瀬と共演するアサヒビール「アサヒスーパードライ」の新CMが全国オンエアされた。9月23日、お笑いコンビ・かまいたちとのテレビ朝日系バラエティ番組『ウラ撮れちゃいました』の放送がスタートした。初のゴールデン帯レギュラー番組MCを務める。11月26日、アクセサリーブランド「ALP」（アルプ）を立ち上げ、ブランドディレクターを務めることを発表。
2022年（令和4年）4月15日公開のアニメ映画『名探偵コナン ハロウィンの花嫁』にゲスト出演。声優に挑戦するのは本作が初となる。
2023年（令和5年）11月8日、ベストスマイル・オブ・ザ・イヤー2023を受賞。
2025年（令和7年）1月16日、バラエティ番組『ぐるぐるナインティナイン』内のコーナー「グルメチキンレース・ゴチになります!26」で新メンバーに選ばれる。

## 人物
愛称は、まいやん。キャッチフレーズは「四次元から来ましたマヨラー星人、19歳、白石麻衣です」、「白い肌がチャームポイント」、「23歳、白石麻衣です」。「黒石さん」とバラエティで名付けられたキャラクターもあるが、本人によれば素である。『ちはやふる』の綾瀬千早に似ているとよく言われる。憧れの女性は石原さとみ、壇蜜、佐々木希、森絵梨佳。声や芝居の仕事に興味がある。3歳上の姉が1人いる。靴のサイズは23.09cm。

### 嗜好
好きな食べ物はサツマイモ、芋ケンピ、エクレア、ミル・クレープ、バウムクーヘン、野菜、甘い蜜柑、スターバックスのキャラメルフラペチーノ、ドライマンゴー、寿司、甘いもの、なか卯の牛丼。好きなラーメンは豚骨醤油ラーメン。好きな飲み物はオレンジジュース、C.C.レモンのポカリスエット割り、ジャスミンティー。好きな作家は山田悠介、湊かなえ。好きな本は山田悠介『×ゲーム』、好きなアニメは『けいおん!』。ただし、アニメや漫画より小説を好み、ミステリー小説を読む。好きな物はテディベア、幼稚園児の頃にテディベアを誕生日プレゼントされたのがきっかけで好きになり、集めている。部屋は白色と茶色で統一され、L字形の茶色のソファがある。靴は30足程あり、歩きやすい靴を好む。お気に入りの基礎化粧品はTHREE。好きな色は水色、白、黒。モンスターハンターで好きな武器は太刀、好きなモンスターはキリン。歌手・女優の大原櫻子は親友。

### 趣味
趣味は歌、料理、ショッピング、100円玉集め、インテリア集め。
歌は加藤ミリヤの曲を聴く。洋楽は、音楽の専門学校のゴスペルの授業や英語曲のボーカルレッスンがきっかけで聴くようになり、Alicia Keys、Backstreet Boys、ONE DIRECTION、Red Hot Chili Peppers、Maroon 5、Justin Bieber、Madonnaなどを聴く。休日はNE-YO、Backstreet Boysを聴く。カラオケでよく歌う曲は西野カナ「このままで」、乃木坂46「嫉妬の権利」。好きなアーティストは洋楽ではUsher、Charlie Puth、Ariana Grande。邦楽では西野カナ、YUI、Every Little Thing、椎名林檎（東京事変）、コブクロ、FUNKY MONKEY BABYS。中でも西野カナは白石にとって一番憧れている人でもあり、白石の家宝は音楽番組で共演した時にもらった西野カナのサイン。
100円玉は銀貨として集めている。ボディスクラブ、帽子も集めている。

### 特技
特技は料理、ものまね、射撃。
ソフトボールは「投げるより、打つほうが得意」で、時速100キロのボールなら打ち返せる。日本のプロ野球の公式戦で始球式を務めた経験もある。フラフープは3つ同時に回せる。得意料理はハンバーグ、餃子、調理師免許の取得を考えている。ものまねは高山一実、仲間由紀恵、ボビー・オロゴンなどをできる。習い事として英会話、書道（七段）、水泳、ピアノの経験がある。

### 乃木坂46
乃木坂46のエース、美の象徴と評され、男性だけでなく、女性からの支持も厚い。乃木坂46の御三家、モンハン選抜、an・an美脚選抜、メガネ選抜。
乃木坂46ではポジションよりもパフォーマーとしての評価を重視しており、よい曲にはそれに見合ったよいパフォーマンスが提示されなければならないと考えている。理想のセンター像は調和を大事にできる人。
乃木坂46で好きな曲は「立ち直り中」、「命は美しい」、「君の名は希望」。好きなミュージック・ビデオは「ロマンスのスタート」、「白米様」、「でこぴん」。
特に仲の良いメンバーは松村沙友理、秋元真夏、生田絵梨花、高山一実。松村とは同い年ということもあり結成初期から仲が良くファンからも「さゆまい」と呼ばれ親しまれている。
推したいメンバーは生田絵梨花、理由は歌・ダンス・ピアノが上手でスタイルもよく可愛いからである。
秋元真夏とは誕生日が同じ（8月20日）であり、白石が1歳年上である。
卒業シングルとなる「しあわせの保護色」のType-Aに収録されるソロ曲「じゃあね。」では、乃木坂46メンバー初の作詞に挑戦した。

## 作品

### シングル
乃木坂46
- ぐるぐるカーテン（2012年2月22日、SRCL-7900/6） - EAN 4988009051550。
- 乃木坂の詩（2012年2月22日、SRCL-7900/1） - EAN 4988009051550。
- 会いたかったかもしれない（2012年2月22日、SRCL-7902/3） - EAN 4988009051567。
- 失いたくないから（2012年2月22日、SRCL-7904/5） - EAN 4988009051581。
- 白い雲にのって（2012年2月22日、SRCL-7906） - EAN 4988009051598。
- おいでシャンプー（2012年5月2日、SRCL-7966/72） - EAN 4988009052243。
- 心の薬（2012年5月2日、SRCL-7966/72） - EAN 4988009052243。
- 偶然を言い訳にして（2012年5月2日、SRCL-7966/7） - EAN 4988009052243。
- ハウス!（2012年5月2日、SRCL-7972） - EAN 4988009052298。
- 走れ!Bicycle（2012年8月22日、SRCL-8058/64） - EAN 4988009052861。
- せっかちなかたつむり（2012年8月22日、SRCL-8058/64） - EAN 4988009052861。
- 人はなぜ走るのか?（2012年8月22日、SRCL-8060/1） - EAN 4988009052892。
- 音が出ないギター（2012年8月22日、SRCL-8062/3） - EAN 4988009052908。
- 制服のマネキン（2012年12月19日、SRCL-8201/8） - EAN 4988009056432。
- 指望遠鏡（2012年12月19日、SRCL-8201/8） - EAN 4988009056432。
- 渋谷ブルース（2012年12月19日、SRCL-8207） - EAN 4988009056463。
- 指望遠鏡〜アニメ版〜（2012年12月19日、SRCL-8208） - EAN 4988009056487。
- 君の名は希望（2013年3月13日、SRCL-8253/9） - EAN 4988009080833。
- シャキイズム（2013年3月13日、SRCL-8253/9） - EAN 4988009080833。
- ロマンティックいか焼き（2013年3月13日、SRCL-8253/4） - EAN 4988009080833。
- でこぴん（2013年3月13日、SRCL-8257/8） - EAN 4988009080857。
- ガールズルール（2013年7月3日、SRCL-8315/21） - EAN 4988009084725。
- 世界で一番 孤独なLover（2013年7月3日、SRCL-8315/21） - EAN 4988009084725。
- コウモリよ（2013年7月3日、SRCL-8315/6） - EAN 4988009084725。
- 人間という楽器（2013年7月3日、SRCL-8321） - EAN 4988009084756。
- バレッタ（2013年11月27日、SRCL-8423/30） - EAN 4988009087887。
- 月の大きさ（2013年11月27日、SRCL-8423/30） - EAN 4988009087887。
- 私のために 誰かのために（2013年11月27日、SRCL-8423/4） - EAN 4988009087887。
- そんなバカな・・・（2013年11月27日、SRCL-8425/6） - EAN 4988009087894。
- 月の大きさ〜アニメ版〜（2013年11月27日、SRCL-8430） - EAN 4988009087924。
- 気づいたら片想い（2014年4月2日、SRCL-8520/6） - EAN 4988009092294。
- ロマンスのスタート（2014年4月2日、SRCL-8520/6） - EAN 4988009092294。
- 吐息のメソッド（2014年4月2日、SRCL-8520/1） - EAN 4988009092270。
- 孤独兄弟（2014年4月2日、SRCL-8522/3） - EAN 4988009092294。
- 夏のFree&Easy（2014年7月9日、SRCL-8563/9） - EAN 4988009094212。
- 何もできずにそばにいる（2014年7月9日、SRCL-8563/9） - EAN 4988009094212。
- その先の出口（2014年7月9日、SRCL-8563/4） - EAN 4988009094212。
- 何度目の青空か?（2014年10月8日、SRCL-8621/7） - EAN 4988009097251。
- 転がった鐘を鳴らせ!（2014年10月8日、SRCL-8621/2） - EAN 4988009097251。
- Tender days（2014年10月8日、SRCL-8627） - EAN 4988009097299。
- 命は美しい（2015年3月18日、SRCL-8780/6） - EAN 4988009104461。
- 立ち直り中（2015年3月18日、SRCL-8780/1） - EAN 4988009104461。
- 太陽ノック（2015年7月22日、SRCL-8840/6） - EAN 4988009110714。
- 魚たちのLOVE SONG（2015年7月22日、SRCL-8840/1） - EAN 4988009110714。
- 羽根の記憶（2015年7月22日、SRC7-6/7） - EAN 4988009110837。
- 今、話したい誰かがいる（2015年10月28日、SRCL-8910/6） - EAN 4988009116754。
- ポピパッパパー（2015年10月28日、SRCL-8910/1） - EAN 4988009116747。
- 悲しみの忘れ方（2015年10月28日、SRCL-8914/5） - EAN 4988009116761。
- ハルジオンが咲く頃（2016年3月23日、SRCL-9025/33） - EAN 4988009124896。
- 急斜面（2016年3月23日、SRCL-9027/8） - EAN 4988009124902。
- 裸足でSummer（2016年7月27日、SRCL-9138/44） - EAN 4988009130446。
- 僕だけの光（2016年7月27日、SRCL-9138/44） - EAN 4988009130446。
- オフショアガール（2016年7月27日、SRCL-9138/9） - EAN 4988009130439。
- サヨナラの意味（2016年11月9日、SRCL-9258/66） - EAN 4547366278880。
- 孤独な青空（2016年11月9日、SRCL-9258/66） - EAN 4547366278880。
- インフルエンサー（2017年3月22日、SRCL-9370/8） - EAN 4547366297515。
- 意外BREAK（2017年3月22日、SRCL-9370/1） - EAN 4547366297515。
- 逃げ水（2017年8月9日、SRCL-9489/97） - EAN 4547366319156。
- 女は一人じゃ眠れない（2017年8月9日、SRCL-9489/97） - EAN 4547366319156。
- ひと夏の長さより…（2017年8月9日、SRCL-9489/90） - EAN 4547366319156。
- 泣いたっていいじゃないか?（2017年8月9日、SRCL-9497） - EAN 4547366319187。
- いつかできるから今日できる（2017年10月11日、SRCL-9572/80） - EAN 4547366330311。
- 不眠症（2017年10月11日、SRCL-9572/80） - EAN 4547366330311。
- まあいいか?（2017年10月11日、SRCL-9572/3） - EAN 4547366330311。
- シンクロニシティ（2018年4月25日、SRCL-9782/90） - EAN 4547366354140。
- Against（2018年4月25日、SRCL-9782/90） - EAN 4547366354140。
- ジコチューで行こう!（2018年8月8日、SRCL-9913/21） - EAN 4547366369465。
- 空扉（2018年8月8日、SRCL-9913/21） - EAN 4547366369465。
- 心のモノローグ（2018年8月8日、SRCL-9917/8） - EAN 4547366369489。
- あんなに好きだったのに…（2018年8月8日、SRCL-9921） - EAN 4547366369496。
- 帰り道は遠回りしたくなる（2018年11月14日、SRCL-9974/82） - EAN 4547366382037。
- ショパンの嘘つき（2018年11月14日、SRCL-9980/1） - EAN 4547366382075。
- Sing Out!（2019年5月29日、SRCL-11186/94） - EAN 4547366406672。
- のような存在（2019年5月29日、SRCL-11186/7） - EAN 4547366406672。
- 夜明けまで強がらなくてもいい（2019年9月4日、SRCL-11260/8） - EAN 4547366418569。
- 僕のこと、知ってる?（2019年9月4日、SRCL-11260/8） - EAN 4547366418569。
- 僕の思い込み（2019年9月4日、SRCL-11268） - EAN 4547366418590。
- しあわせの保護色（2020年3月25日、SRCL-11460/8） - EAN 4547366444193。
- じゃあね。（2020年3月25日、SRCL-11460/1） - EAN 4547366444193。
- 世界中の隣人よ（2020年5月25日）[143]

まゆ坂46
- ツインテールはもうしない（2012年7月25日、SRCL-8030/1） - EAN 4988009052632。

乃木坂AKB
- 混ざり合うもの（2016年3月9日、KIZM-90421/2） - EAN 4988003484705。

IZ4648
- 必然性（2019年3月13日、KIZM-90617/8） - EAN 4988003543938。

### アルバム
乃木坂46
- 透明な色（2015年1月7日、SRCL-8662/7） - EAN 4988009099934。
- それぞれの椅子（2016年5月25日、SRCL-9078/86） - EAN 4988009128580。
- 生まれてから初めて見た夢（2017年5月24日、SRCL-9437/44） - EAN 4547366307825。
- 今が思い出になるまで（2019年4月17日、SRCL-11140/7） - EAN 4547366401325。
- Time flies（2021年12月15日、SRCL-12020/30） - EAN 4547366534184。

### 映像作品
- 白石麻衣×奈良裕也（2012年2月22日） - EAN 4988009051581。
- 白石麻衣×長崎愛（2012年5月2日） - EAN 4988009052267。
- AKB48 リクエストアワー セットリストベスト100 2012（2012年6月13日） - EAN 4580303210611。
- さばドル（2012年7月25日） - EAN 4534530055859。
- 白石麻衣×内村宏幸（2012年8月22日） - EAN 4988009052908。
- 白石麻衣（2012年12月19日） - EAN 4988009056432。
- 指原莉乃プロデュース『第一回ゆび祭り〜アイドル臨時総会〜』（2012年12月26日） - EAN 4988064916603。
- 白石麻衣×森田一平（2013年3月13日） - EAN 4988009080833。
- 16人のプリンシパル@PARCO劇場ダイジェスト（2013年7月3日） - EAN 4988009084725。
- 初夏の全力! 乃木坂46大運動会（2013年7月3日） - EAN 4988009084732。
- Making of 6th Single（2013年7月3日） - EAN 4988009084749。
- 白石麻衣×Ray（2013年11月27日） - EAN 4988009087900。
- 乃木坂46 1ST YEAR BIRTHDAY LIVE 2013.2.22 MAKUHARI MESSE（2014年2月5日） - EAN 4988009090900。
- NOGIBINGO!（2014年3月7日） - EAN 4988021109758。
- Creator's Etude 柳沢翔編（2014年4月2日） - EAN 4988009092294。
- 劇場版 BAD BOYS J -最後に守るもの-（2014年5月28日） - EAN 4988021713108。
- 白石麻衣×丸山健志（2014年7月9日） - EAN 4988009094229。
- 金曜ロードSHOW! 特別ドラマ企画 仮面ティーチャー（2014年8月6日） - EAN 4988021713177。
- NOGIBINGO!2（2014年9月12日） - EAN 4988021299015。
- 白石麻衣（2014年10月8日） - EAN 4988009097268。
- 白石麻衣&橋本奈々未（2015年3月18日） - EAN 4988009104515。
- 白石麻衣の『推しどこ?』（2015年3月25日） - EAN 4988009105116。
- NOGIBINGO!3（2015年4月24日） - EAN 4988021729635。
- 乃木坂46 2ND YEAR BIRTHDAY LIVE 2014.2.22 YOKOHAMA ARENA（2015年6月17日） - EAN 4988009110134。
- 生田絵梨花&白石麻衣（2015年7月22日） - EAN 4988009110783。
- NOGIBINGO!4（2015年10月16日） - EAN 4988021729734。
- 白石麻衣（2015年10月28日） - EAN 4988009116754。
- 悲しみの忘れ方 Documentary of 乃木坂46（2015年11月18日） - EAN 4988104099327。
- 花燃ゆ 完全版 第弐集（2015年12月16日） - EAN 4988013413283。
- 初森ベマーズ（2016年1月20日） - EAN 4988104099433。
- NOGIBINGO!5（2016年2月19日） - EAN 4988021729871。
- 白石麻衣（2016年3月23日） - EAN 4988009124896。
- 乃木坂46 3rd YEAR BIRTHDAY LIVE 2015.2.22 SEIBU DOME（2016年7月6日） - EAN 4988009129518。
- NOGIBINGO!6（2016年9月30日） - EAN 4988021714662。
- 闇金ウシジマくん Part3（2017年3月24日） - EAN 4562205585028。
- こじまつり〜小嶋陽菜感謝祭〜（2017年4月19日） - EAN 4580303217252。
- キャバすか学園（2017年4月28日） - EAN 4988021145862。
- 乃木坂46 4th YEAR BIRTHDAY LIVE 2016.8.28-30 JINGU STADIUM（2017年6月28日） - EAN 4547366310627。
- NOGIBINGO!7（2017年8月4日） - EAN 4988021715294。
- 乃木坂46 5th YEAR BIRTHDAY LIVE 2017.2.20-22 SAITAMA SUPER ARENA（2018年3月28日） - EAN 4547366344523。
- 映画『あさひなぐ』（2018年5月16日） - EAN 4988104116864。
- 乃木坂46 真夏の全国ツアー2017 FINAL! IN TOKYO DOME（2018年7月11日） - EAN 4547366363999。
- NOGIBINGO!9（2018年10月19日） - EAN 4988021147392。
- やれたかも委員会（2018年11月9日） - EAN 4562205585516。
- 絶対零度〜未然犯罪潜入捜査〜（2019年1月9日） - EAN 4988632152051。
- 乃木坂46版 ミュージカル「美少女戦士セーラームーン」（2019年3月20日） - EAN 4589630117631。
- 乃木坂46 6th YEAR BIRTHDAY LIVE 2018.07.06-08 JINGU STADIUM&CHICHIBUNOMIYA RUGBY STADIUM（2019年7月3日） - EAN 4547366411270。
- 俺のスカート、どこ行った?（2019年10月2日） - EAN 4988021148627。
- NOGIBINGO!10（2019年10月25日） - EAN 4988021148757。
- 白石工事中（2019年11月6日） - EAN 4547366426878。
- いつのまにか、ここにいる Documentary of 乃木坂46（2019年12月25日） - EAN 4988104123695。
- 乃木坂46 7th YEAR BIRTHDAY LIVE 2019.2.21-24 KYOCERA DOME OSAKA（2020年2月5日） - EAN 4547366438956。
- ミュージカル「美少女戦士セーラームーン」2019（2020年4月11日） - EAN 4573478602794。
- 乃木坂46 8th YEAR BIRTHDAY LIVE 2020.2.21-24 NAGOYA DOME（2020年12月23日） - EAN 4547366482812。
- NOGIZAKA46 Mai Shiraishi Graduation Concert 〜Always beside you〜（2021年3月10日） - EAN 4547366491104。
- 嘘喰い（2022年7月6日） - EAN 4580055357947, EAN 4580055357930。
- ミステリと言う勿れ（2022年8月3日） - EAN 4988632153065, EAN 4988632153072。
- 名探偵コナン ハロウィンの花嫁（2022年11月9日） - EAN 4580740631994, EAN 4580740631970。
- 乃木坂46 10th YEAR BIRTHDAY LIVE（2023年2月22日） - EAN 4547366594324, EAN 4547366594447。
- テッパチ!（2023年3月3日） - EAN 4907953261457, EAN 4907953261440。
- 風間公親-教場0-（2024年1月17日） - EAN 4571519920364, EAN 4571519920371。
- 聖☆おにいさん THE MOVIE〜ホーリーメンVS悪魔軍団〜（2025年5月21日） - EAN 4988021721271, EAN 4988021142588。
- 映画『アンダーニンジャ』（2025年6月18日） - EAN 4988104154187, EAN 4988104154194。

## 出演

### テレビドラマ
- 金曜ロードSHOW! 特別ドラマ企画 仮面ティーチャー（2014年2月14日、日本テレビ）早瀬あかり 役[144]
- 初森ベマーズ（2015年7月11日 - 9月26日、テレビ東京）キレイ 役[145]
- 大河ドラマ 花燃ゆ 第29回（2015年7月19日、NHK）奥女中 役[146]
- ほんとにあった怖い話（フジテレビ）
  - ほんとにあった怖い話 夏の特別編2016「もう1人のエレベーター」（2016年8月20日）佐々木きらら 役[147]
  - ほんとにあった怖い話 夏の特別編2023「滞留する痕」（2023年8月19日）主演・向井絵美 役[148]
- キャバすか学園 最終話（2017年1月15日、日本テレビ）白石麻衣（本人） 役[149]
- やれたかも委員会（2018年4月23日 - 6月18日、毎日放送 / 4月25日 - 6月20日、TBS）月綾子 役[150]
- 世にも奇妙な物語 '18春の特別編「フォロワー」（2018年5月12日、フジテレビ）主演・藤田小春 役[56]
- 絶対零度〜未然犯罪潜入捜査〜 第8話（2018年8月27日、フジテレビ）砂田繭美 役[151]
- 俺のスカート、どこ行った?（2019年4月20日 - 6月22日、日本テレビ）里見萌 役[152]
- 乃木坂シネマズ〜STORY of 46〜 第10話「街の子ら」（2020年2月26日、フジテレビオンデマンド[153] / 3月25日、フジテレビ）主演[154]
- 漂着者（2021年7月23日 - 9月24日、テレビ朝日）新谷詠美 役[155]
- ミステリと言う勿れ 第2話 - 第3話・第11話 - 最終話（2022年1月24日 - 31日・3月21日 - 28日、フジテレビ）犬堂愛珠 役[156]
- テッパチ!（2022年7月6日 - 9月14日、フジテレビ）桜間冬美 役[157]
- 風間公親-教場0- 第7話 - 第8話（2023年5月22日 - 29日、フジテレビ）鐘羅路子 役[158][159]
- わたしの一番最悪なともだち 第29回 - 最終回（2023年10月9日 - 10月12日、NHK総合）高梨寧々 役[160]
- 侵入者たちの晩餐（2024年1月3日、日本テレビ）藤崎奈津美 役[161]
- 恋する警護24時（2024年1月13日 - 3月9日、テレビ朝日）ヒロイン・岸村里夏 役[162][163]
- オクラ〜迷宮入り事件捜査〜（2024年10月8日 - 12月17日、フジテレビ）結城倫子 役[164]
- 法廷のドラゴン 第1話・第4話・第6話 - 最終話（2025年1月17日・2月7日・2月21日 - 3月7日、テレビ東京）駒木兎羽 役[165]
- 最後の鑑定人（2025年7月9日 - 、フジテレビ）高倉柊子 役[166]

### 映画
- 劇場版BAD BOYS J -最後に守るもの-（2013年11月9日、ショウゲート）真崎奈緒 役[167]
- 闇金ウシジマくん Part3（2016年9月22日、東宝映像事業部・S・D・P）麻生りな 役[168]
- あさひなぐ（2017年9月22日、東宝映像事業部）宮路真春 役[169][170]
- スマホを落としただけなのに 囚われの殺人鬼（2020年2月21日、東宝）ヒロイン・松田美乃里 役[171]
  - スマホを落としただけなのに 〜最終章〜 ファイナル ハッキング ゲーム（2024年11月1日、東宝）松田美乃里 役[172]
- 嘘喰い（2022年2月11日、ワーナー・ブラザース映画）ヒロイン・鞍馬蘭子 役[173][174]
- ゾン100〜ゾンビになるまでにしたい100のこと〜（2023年8月3日、Netflix）ヒロイン・三日月閑 役[175][176]
- 聖☆おにいさん THE MOVIE〜ホーリーメン VS 悪魔軍団〜（2024年12月20日、東宝）弁才天 役[177]
- アンダーニンジャ（2025年1月24日、東宝）鈴木 役[178]

### 劇場アニメ
- 名探偵コナン ハロウィンの花嫁（2022年4月15日、東宝）エレニカ・ラブレンチエワ 役[179]

### テレビアニメ
- ゾン100〜ゾンビになるまでにしたい100のこと〜 第7話（2023年9月3日、TBS）避難民ゲスト 3 役[180]

### バラエティ
- うまズキッ!（2013年1月5日 - 2016年12月24日、フジテレビ）MC[注 11][181]
- バチバチエレキテる（2013年4月17日 - 9月18日、フジテレビ）MC[注 12][182]
- みんなのKEIBA（2016年1月10日 - 、フジテレビ）不定期出演[183]
- 指原議長とアイドル国会（2016年12月23日、フジテレビ）[注 13]
- 馬好王国〜UmazuKingdom〜（2017年1月8日 - 2018年3月25日、フジテレビ）MC[注 11][185]
- 世界で急上昇! オニ推し動画ベスト50〜SNSでバズってる50本をランク付けしちゃいましたSP〜（2021年4月28日、テレビ朝日）MC[186]
- お笑いオムニバスGP（2021年5月9日 - 〈不定期特番〉、フジテレビ）MC[注 14][187][188][189][190][191][192]
- グータンヌーボ2（2021年5月19日 - 26日、関西テレビ）[注 15]
- ウラ撮れちゃいました（2021年9月23日 - 2022年9月15日、テレビ朝日）MC[注 16][195][注 17]
- ひむバス!（2021年11月3日 - 2025年3月20日〈不定期放送〉、NHK総合）ナレーション[197][198][199][200][201][202][203]
- ぐるぐるナインティナイン（2025年1月16日 - 、日本テレビ）「グルメチキンレース・ゴチになります!」レギュラー[82]

### その他のテレビ番組
- 首都圏ネットワーク（2021年2月12日、NHK首都圏〈関東ローカル〉）[注 18]
- 新型コロナ 命を守る行動を（NHK総合）
  - 白石麻衣 コロナ後遺症とは？（2021年2月15日）[205]
  - 白石麻衣 最前線の看護師に聞く（2021年2月16日）[205]
- セッション いまを駆ける君と（2022年1月10日、NHK Eテレ）[206]
- めざましテレビ（2022年8月10日 - 17日・31日、フジテレビ）2022年8月度マンスリーエンタメプレゼンター[207]
- カラダWEEK（2022年10月30日 - 11月5日、日本テレビ）サポーター[208]

### CM
- forTUNE music（2013年4月 - 、ソニー・ミュージックディストリビューション）[209][b 6]
- L'EST ROSE（2013年8月20日 - 、レストローズ）[210]
- Samantha Tiara 2013 クリスマス ジュエリー（2013年11月22日 - 、サマンサタバサ）[33]
- Palty（2015年3月15日 - 、ダリヤ）[211]
- ニベア マシュマロケア ボディーシリーズ（2017年9月11日 - 、ニベア花王）[212]
- 資生堂
  - MAQuillAGE（2017年11月3日 - ）[213]
  - SENKA パーフェクトホイップ「洗い上がり」編（2021年3月19日 - ）[214]
- 3Dクレーンゲームアプリ「神の手」（2017年12月28日 - 、ブランジスタゲーム）出川哲朗と共演[215]
- カゴメ ラブレ（2018年5月12日 - 、カゴメ）[216]
- SHOPLIST（2018年7月1日 - 、CROOZ）[217]
- キリン 氷結（2018年7月3日 - 、麒麟麦酒）東京スカパラダイスオーケストラと共演[218]
- ソフトバンク「ギガ国物語」（2019年1月12日 - 、ソフトバンク）岡田准一、土屋太鳳、北村匠海と共演[219]
  - ギガ国物語「ギガ王」篇（2019年6月27日 - 、ソフトバンク）土屋太鳳、アントニオ猪木と共演[220]
- Google Pixel 3a「半額ブギウギ」篇（2019年6月8日 - 、ソフトバンク）[221]
- 誰ガ為のアルケミスト「白石当たる」編（2019年6月12日 - 、Fuji&gumi Games）[222]
- CODE:D-BLOOD（テンセント）
  - 「CYBER TOKYO」編（2020年4月9日 - ）[223]
  - 「SAKURA」編（2020年4月9日 - ）[223]
- アサヒスーパードライ（アサヒビール）
  - 「2020年、みんなの夏。」編（2020年7月10日 - ）[224][225]
  - 「春、待ってるよ」篇（2021年1月26日 - ）[注 19][226][227]
  - 「体験!生ジョッキ缶 白石麻衣」篇（2021年12月20日 - ）[注 19]
  - 「体験!生ジョッキ缶 西野七瀬」篇（2021年12月20日 - ）[注 19]
  - 「もうすぐ春、2022」篇（2022年2月4日 - ）[注 19][228][229][230]
  - 「世界初!生ジョッキ缶」篇（2022年3月26日 - ）[注 19][231]
  - 「まるでお店の一杯目!」篇（2023年1月21日 - ）[注 19][232]
  - 「心躍る、春になれ。 白石麻衣×絢香」篇（2023年1月31日、WEB CM）[注 20][233]
- 外為どっとコム「白石しらないし」編（2020年11月2日 - 、外為どっとコム）[234]
- チャレンジユーキャン2021（2021年1月1日 - 、ユーキャン）[235]
- HENNGE One「こまっちゃうナ」編（2021年1月5日〈中京圏〉 - / 2月11日〈全国〉 - 、HENNGE）[236]
- Amazon Prime Video「好きな時間へ、ひとっ飛び。｜Amazon Prime Video モデル／女優」編（2021年6月11日 - 、Amazon Prime Video）[237]
- フラット35（住宅金融支援機構）
  - 「しあわせへの道」篇（2023年4月15日 - ）[238]
  - 「脱炭素社会への道」篇（2023年4月15日 - ）[238]
  - 「パレード」篇（2023年12月9日 - ）[239]
- 日本マクドナルド チーズベーコンポテトパイ「いつものパイとあなどるなかれ」編（2024年7月30日 - ）[240]
- カプコン モンスターハンターNow（英語版）（2024年12月12日 - ）[241]
- ゼネラル・ミルズ ハーゲンダッツ「ASMR」篇（2025年3月25日 - ）[242]
- CJ Olive Young Japan BIOHEAL BOH（2025年5月28日 - ）渡邊圭祐と共演[243]

### ネット配信
- 乃木坂46・白石麻衣 写真集『パスポート』発売記念スペシャル（2017年2月6日、SHOWROOM）[244]
- 安室奈美恵ファッション総選挙 FASHION MOVIE BEST 50（2018年9月9日、AbemaTV）[245]
- 嘘喰い -鞍馬蘭子篇/梶隆臣篇-（2022年2月11日 - 3月4日、dTV）主演・鞍馬蘭子 役[注 21][246]
- THE FIRST TAKE 第289回（2023年2月3日、YouTube）[注 22]
- No Activity Season2（2024年9月13日 - 、Amazon Prime Video）柊冬花 役[248]

### ファッションショー
- GirlsAward
  - GirlsAward 2012 AUTUMN/WINTER（2012年11月8日、国立代々木競技場第一体育館）ISBIT DAIKANYAMA[24]
  - GirlsAward 2013 SPRING/SUMMER（2013年3月23日、国立代々木競技場第一体育館）ISBIT DAIKANYAMA[249]
  - GirlsAward 2014 AUTUMN/WINTER（2014年10月1日、国立代々木競技場第一体育館）[250]
  - GirlsAward 2015 SPRING/SUMMER（2015年4月29日、国立代々木競技場第一体育館）[251]
  - GirlsAward 2016 SPRING/SUMMER（2016年4月9日、国立代々木競技場第一体育館）[252]
  - GirlsAward 2016 AUTUMN/WINTER（2016年10月8日、国立代々木競技場第一体育館）[253]
  - マイナビ GirlsAward 2017 SPRING/SUMMER（2017年5月3日、国立代々木競技場第一体育館）[254]
  - Rakuten GirlsAward 2017 AUTUMN/WINTER（2017年9月16日、幕張メッセ）[255]
  - Rakuten GirlsAward 2018 SPRING/SUMMER（2018年5月19日、幕張メッセ）[256]
  - Rakuten GirlsAward 2018 AUTUMN/WINTER（2018年9月16日、幕張メッセ）[257]
  - Rakuten GirlsAward 2019 SPRING/SUMMER（2019年5月18日、幕張メッセ）[258]
  - Rakuten GirlsAward 2019 AUTUMN/WINTER（2019年9月28日、幕張メッセ）[259]
- 東京ガールズコレクション
  - 第21回 東京ガールズコレクション 2015 AUTUMN/WINTER（2015年9月27日、国立代々木競技場第一体育館）[260]
  - takagi presents TGC KITAKYUSYU 2015 by TOKYO GIRLS COLLECTION（2015年10月17日、西日本総合展示場新館）[261]
  - TGC CAMPUS 2016 Spring Edition supported by beachwalkers.（2016年5月21日、alife）[262]
  - 第24回 東京ガールズコレクション 2017 SPRING/SUMMER（2017年3月25日、国立代々木競技場第一体育館）[263]
  - 第25回 マイナビ 東京ガールズコレクション 2017 AUTUMN/WINTER（2017年9月2日、さいたまスーパーアリーナ）[264]
  - 第26回 マイナビ 東京ガールズコレクション 2018 SPRING/SUMMER（2018年3月31日、横浜アリーナ）[265]
  - 第30回 マイナビ 東京ガールズコレクション 2020 SPRING/SUMMER（2020年2月29日、国立代々木競技場第一体育館）[266]
  - 第31回 マイナビ 東京ガールズコレクション 2020 AUTUMN/WINTER ONLINE（2020年9月5日、さいたまスーパーアリーナ）[267]

### イベント
- 特別展「和食 〜日本の自然、人々の知恵〜」（2023年10月28日 - 2024年2月25日、国立科学博物館）音声ガイドナビゲーター[268]

## 書籍

### 写真集
- 清純な大人（2014年12月10日、幻冬舎）[269]
- MAI STYLE（2015年1月23日、主婦の友社）フォトブック[270]
- パスポート（2017年2月7日、講談社）[271]
- 白石麻衣 乃木坂46卒業記念メモリアルマガジン（2020年10月21日、講談社）[272]

### 雑誌連載
- LARME（2012年9月14日 - 2018年5月17日、徳間書店）レギュラーモデル[57][273]
- Ray（2013年3月23日 - 2018年3月23日、主婦の友社）専属モデル[9][28]
  - 白石麻衣 Doing it!!（2015年12月22日 - ）[274]

### 関連書籍
- 白石麻衣×Samantha Thavasa Petit Choice×Ray マカロンカラーNAIL BOOK（2015年11月25日、主婦の友社）[275]
- 可愛くなれるヘアのれんしゅうちょう（2015年12月7日、主婦の友社）[276]
- 可愛くなれるメイクのれんしゅうちょう（2015年12月7日、主婦の友社）[277]
- CECIL McBEE 2017 SPRING & SUMMER COLLECTION（2017年4月29日、セシルマクビー）イメージモデル[278]